# Bupleurum angustissimum
Bupleurum angustissimum là một loài thực vật có hoa trong họ Hoa tán. Loài này được (Franch.) Kitag. mô tả khoa học đầu tiên năm 1947.